# Tandved
Tandved (Zanthoxylum) er en slægt med ca. 250 arter, der er udbredt i varmt tempererede og subtropiske egne på hele kloden. Det er stedsegrønne eller løvfældende lianer, buske eller træer med tornede grene og stammer. Bark og blade dufter på grund af deres indhold af æteriske olier. Nogle af arterne har gult ved, hvilket slægtsnavnet (Zanthoxylum) antyder. Bladene er spredt stillede, stilkede og uligefinnede med op til 31 småblade. De er fjernervede med blot én tydelig bladribbe og savtakket rand. Blomsterne er 4- eller 5-tallige med 6 til 10 højblade, og de er samlet i stande, som ofte er tvebo. Frugterne er enten bælge eller spaltefrugter med op til 5 frø i hver.
| Beskrevne arter |

- Tandpinetræ (Zanthoxylum americanum)
- Japansk peber (Zanthoxylum piperitum)
- Sichuan peber (Zanthoxylum simulans og Z. bungeanum)

| Andre arter |

| - Zanthoxylum acanthopodium - Zanthoxylum ailanthoides - Zanthoxylum armatum - Zanthoxylum capense - Zanthoxylum caribaeum - Zanthoxylum clava-herculis - Zanthoxylum coco - Zanthoxylum coreanum - Zanthoxylum coriaceum - Zanthoxylum fagara - Zanthoxylum flavum - Zanthoxylum hawaiiense | - Zanthoxylum hirsutum - Zanthoxylum hyemale - Zanthoxylum martinicense - Zanthoxylum microcarpum - Zanthoxylum molle - Zanthoxylum myriacanthum - Zanthoxylum naranjillo - Zanthoxylum nitidum - Zanthoxylum ovalifolium - Zanthoxylum oxyphyllum - Zanthoxylum panamense - Zanthoxylum parvum | - Zanthoxylum pilosulum - Zanthoxylum rhetsa - Zanthoxylum rhoifolium - Zanthoxylum riedelianum - Zanthoxylum schinifolium - Zanthoxylum stenophyllum - Zanthoxylum thomasianum - Zanthoxylum tragodes - Zanthoxylum zanthoxyloides |